# 西亜作戦

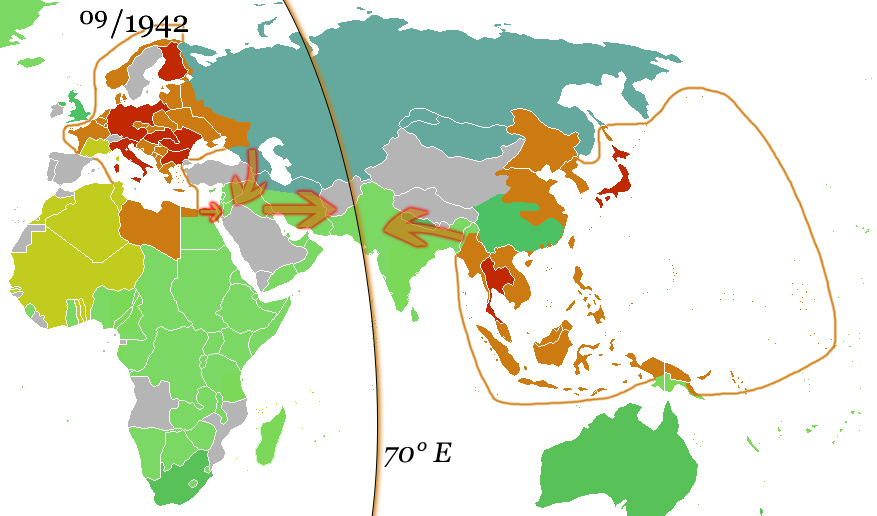
ナチス・ドイツと大日本帝国の最大勢力圏（1942年秋）

西亜作戦（せいあさくせん）は、イギリスを屈服させ、アメリカの継戦意思を挫く目的で、太平洋戦争緒戦における日本軍のインド洋及び中近東各地への攻略作戦である。

## 概要
マレー沖海戦後、インド洋の北西部の要衝を占領し、ペルシャ湾、紅海を制圧して、日独伊の連携を図る作戦。イギリスへの物資輸送を遮断し、イギリスを降伏させるのが目的とされたが、真珠湾攻撃、ミッドウェー海戦、ガダルカナルの戦いなど、日本海軍の暴走により破綻した。
昭和16年（1941年）11月15日、第69回大本営政府連絡会議において、大日本帝国の戦争戦略、国家戦略として、対米英蘭蔣戦争終末促進に関する腹案が決定された。その方針は以下であった。
- アメリカ、イギリス、オランダの極東の拠点を叩いて南方資源地帯を獲得し、自存自衛の体制の確立
- 蔣介石政権の屈服
- ドイツ、イタリアと提携してイギリスの封鎖、屈服
- イギリスの屈服によるアメリカの戦争継続の意思の喪失

アメリカ海軍主力については、あらゆる手段を尽くしてこちらに誘い込んで撃破するという守勢作戦であった。イギリスの屈服を図るための方策は以下であった。
- インドやオーストラリアに対して攻略および通商破壊等の手段により、イギリス本国と遮断して離反を図る。
- ビルマの独立を促進し、インドの独立を刺激する
- ドイツ、イタリアは近東、北アフリカ、スエズに侵攻し、対英封鎖を強化する
- 日独伊三国はインド洋での海上作戦を強化し、イギリスへの物資輸送を遮断する

南方資源地帯の獲得を目指した第一段作戦は、昭和16年12月25日の香港占領、翌昭和17年1月3日シンガポール占領、同年2月15日のラングーン占領、3月9日のジャワ占領と成功を収めた。
昭和17年（1942年）3月7日、大本営政府連絡会議で、第二段作戦の詳細検討の前提としての今後採るべき戦争指導の大綱が決定されたが、陸軍と海軍の戦略は対立した。陸軍の主張は開戦直前の対米英蘭蔣戦争終末促進に関する腹案の通り、長期戦争の見地に立ち、長期不敗の防戦態勢を整えることにあった。そのため、太平洋正面において大規模な進攻作戦は抑制し、西太平洋の海上交通の保護を完璧にし、大東亜共栄圏における長期戦的建設の促進を優先すべきであるというにあった。また、インド洋地域を重視し、独伊の作戦と呼応し、機を見てインド・西亜打通作戦を完遂し、戦争終末促進に努めようとした。一方、海軍は大東亜戦争の主作戦は太平洋正面にあるとの立場に立ち、早期決戦の構想を堅持し、太平洋正面における守勢的戦略を攻勢的戦略に転換して、ハワイ攻略やアメリカの対日反攻の最大拠点である豪州攻略を強調した。海軍はマリアナ諸島、カロリン諸島、ニューギニア西部以西の絶対国防圏から遠いラバウルに基地航空部隊を集中し、5月上旬にポートモレスビーを攻略するMO作戦を実施した。
4月上旬、日本海軍はイギリス海軍とセイロン島沖で対峙し、空母1隻、重巡2隻を撃沈したが、イギリス東洋艦隊の多くを取り逃がした（セイロン沖海戦）。チャーチル英首相は4月7日および4月15日付けのルーズベルト米大統領宛の書簡で、「今、日本がセイロン島と東部インドからさらに西部インドへ前進してくれば対抗できない。蔣介石支援ルート、ペルシャ湾経由の石油輸送ルートやソ連支援ルートが遮断される」とし、4月末までにアメリカ太平洋艦隊が日本の西進を止め、東へ転じさせるべく牽制行動をとるよう切望した。
4月18日の日本の西進を止めることを狙ったアメリカの陽動作戦・ドゥーリトル空襲に、山本五十六連合艦隊司令長官は誘い出され、昭和17年6月上旬にミッドウェー海戦で大敗北を喫した。しかも海軍はこの敗北と損害を陸軍側に長く知らせなかった。
昭和17年6月21日、ドイツ軍がリビアのトブルクにあるイギリス要塞を陥落し、エジプトへ侵攻した。これを受けて、6月26日、日本海軍は再編した連合艦隊でセイロン島からココス島、マダガスカル島に至るインド洋域を制圧する大規模なインド洋作戦を決定し、7月上旬には、永野修身軍令部総長はフィジー・サモア作戦の中止とインド洋作戦を上奏した。しかし、海軍はラバウルからさらに1000キロも離れたガダルカナルに進出して、アメリカ軍と激しい消耗戦を展開し、インド洋作戦は中止された。
日本がインド洋を遮断しなかったために、アメリカはレンドリース法による大量の戦車や武器弾薬と軍事物資を喜望峰回りのアフリカ東岸航路にてエジプトに送ることができ、7月21日のエル・アラメインの戦いで、ドイツ軍は敗北したと考えられるが、そもそもレンドリース法による支援物資は宗谷海峡など日本領海を通過してソ連に送られており、日本海軍にはナチスドイツのために補給ルートを遮断する意図がなかった。